# Тахіаташ
Тахіаташ (кар. Taqiʻyatas; узб. Тахиатош, Taxiatosh) — місто в Ходжейлійському районі Каракалпакстану (Узбекистан).
Місто розташоване на лівому березі річки Амудар'ї. Залізнична станція Тахіаташ-Пристань на лінії Найманкуль—Чимбай.
Населення 42 960 мешканців (перепис 1989).
ДРЕС. Виробництво будматеріалів. Судноремонтний завод.
Статус міста з 1953 року. 2013 року віднесене до категорії міст районного значення.